# Université d'État de Weber
L'université d'État de Weber (en anglais : Weber State University ou WSU) est une université américaine située à Ogden dans le comté de Weber, en Utah. Les Wildcats de Weber State représentent les couleurs de l'université au sein des compétitions de la NCAA.

## Personnalités liées

### Professeurs
- Susan J. Matt, historienne américaine

### Anciens étudiants
- Fawn McKay Brodie, auteur américain
- David Kennedy, économiste et homme politique américain
- Olene S. Walker, femme politique américaine
- Damian Lillard, joueur en National Basketball Association pour les Bucks de Milwaukee

## Source
- (en) Cet article est partiellement ou en totalité issu de l’article de Wikipédia en anglais intitulé « Weber State University » (voir la liste des auteurs).